# Wilhelm von Schwerin (Oberst)

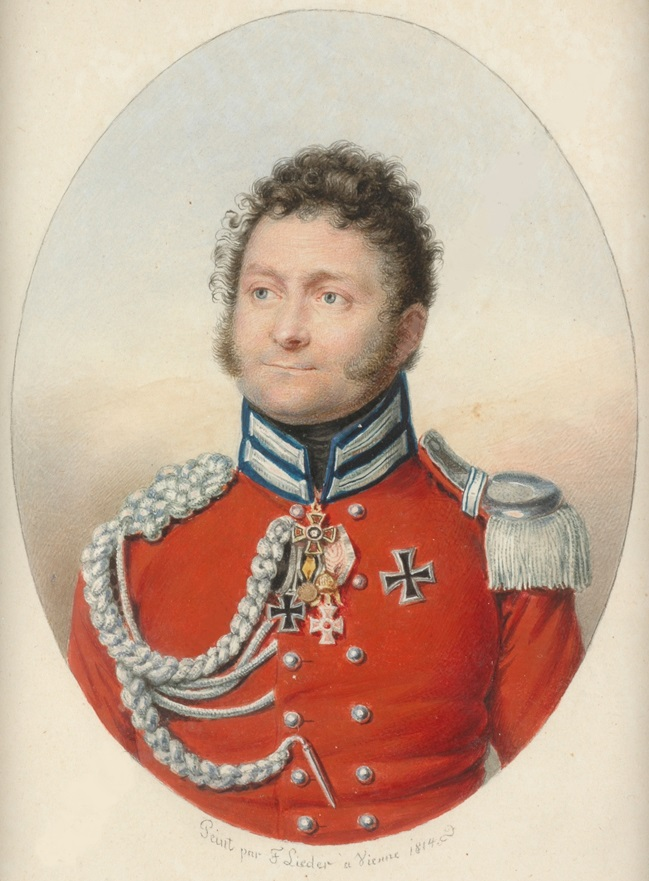
Wilhelm Graf von Schwerin 1814, Aquarell von Friedrich Johann Gottlieb Lieder

Wilhelm Werner Otto Graf von Schwerin (* 16. März 1773 in Wolfshagen; ⚔  18. Juni 1815 in Lasne) war ein preußischer Oberst, der in der Schlacht bei Waterloo fiel.

## Leben
Wilhelm Graf von Schwerin stammte aus dem Zweig Wolfshagen des Adelsgeschlechts Schwerin. Er war der älteste Sohn von Otto Alexander von Schwerin (* 20. März 1737; † 17. März 1819) und dessen Ehefrau Sophie Dorothee, geborene von Bissing (* 18. November 1733; † 31. Januar 1801). Der spätere General Herrmann von Schwerin war sein jüngerer Bruder.
Im Alter von 13 Jahren trat Schwerin 1786 in das Leib-Karabinier-Regiment der Preußischen Armee ein. Von dort wechselte er in das Regiment der Gens d’Armes und am 6. Februar 1803 in das Regiment der Gardes du Corps. Während des Vierten Koalitionskrieges gegen Napoleon Bonaparte kämpfte Schwerin als Major in der Schlacht bei Jena und Auerstedt und wurde am Bein verwundet. Er folgte dem preußischen Königspaar Friedrich Wilhelm III. und Luise nach Königsberg und Memel.
1808 musste er seinen Abschied nehmen und zog sich auf die väterlichen Güter zurück. Nach dem Aufruf An Mein Volk 1813 ließ Schwerin sich reaktivieren. Er diente im Stab des mit ihm verschwägerten Generals von Tauentzien. Für seinen Einsatz in der Schlacht bei Großgörschen am 2. Mai 1813 wurde er mit dem Eisernen Kreuz II. Klasse ausgezeichnet. Er wurde zum Oberstleutnant der Gardes du Corps befördert und zum Flügeladjutanten des Königs ernannt. Bis zur Völkerschlacht bei Leipzig war er im preußischen Hauptquartier.
Anschließend nahm er im Gefolge von Blücher am Feldzug nach Frankreich teil. Schwerin focht in den Schlachten von Brienne, La Rothière und am Mont-Martre und zog am 31. März 1814 im Gefolge von König Friedrich Wilhelm III. in Paris ein. Schwerin erhielt das Eiserne Kreuz I. Klasse und die Beförderung zum Oberst sowie den Auftrag, die Nachricht vom Einzug in Paris als Siegesbote nach Berlin zu überbringen. Am 10. April 1814 erfolgte seine groß gefeierte Ankunft in Berlin. Er erhielt außerdem den Orden des Heiligen Wladimir III. Klasse sowie das Ritterkreuz des Österreichischen Leopold-Ordens.

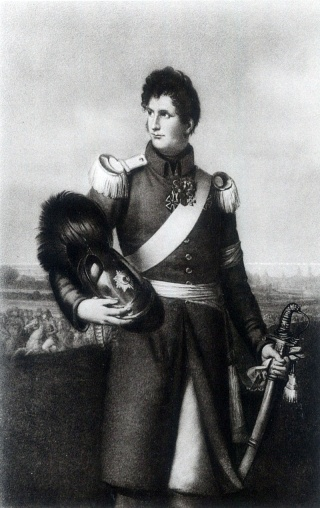
Wilhelm Graf von Schwerin; zeitgenössisches Porträt

Nach kurzem Aufenthalt kehrte Schwerin nach Frankreich zurück und reiste dann mit Friedrich Wilhelm III. und Blücher nach England. Ebenso begleitete er Friedrich Wilhelm III. nach Wien zum Wiener Kongress.
Nach der Rückkehr Napoleons (Herrschaft der Hundert Tage) übernahm Schwerin im Sommerfeldzug von 1815 eine Kavallerie-Brigade im 4. Armee-Korps unter Dennewitz.

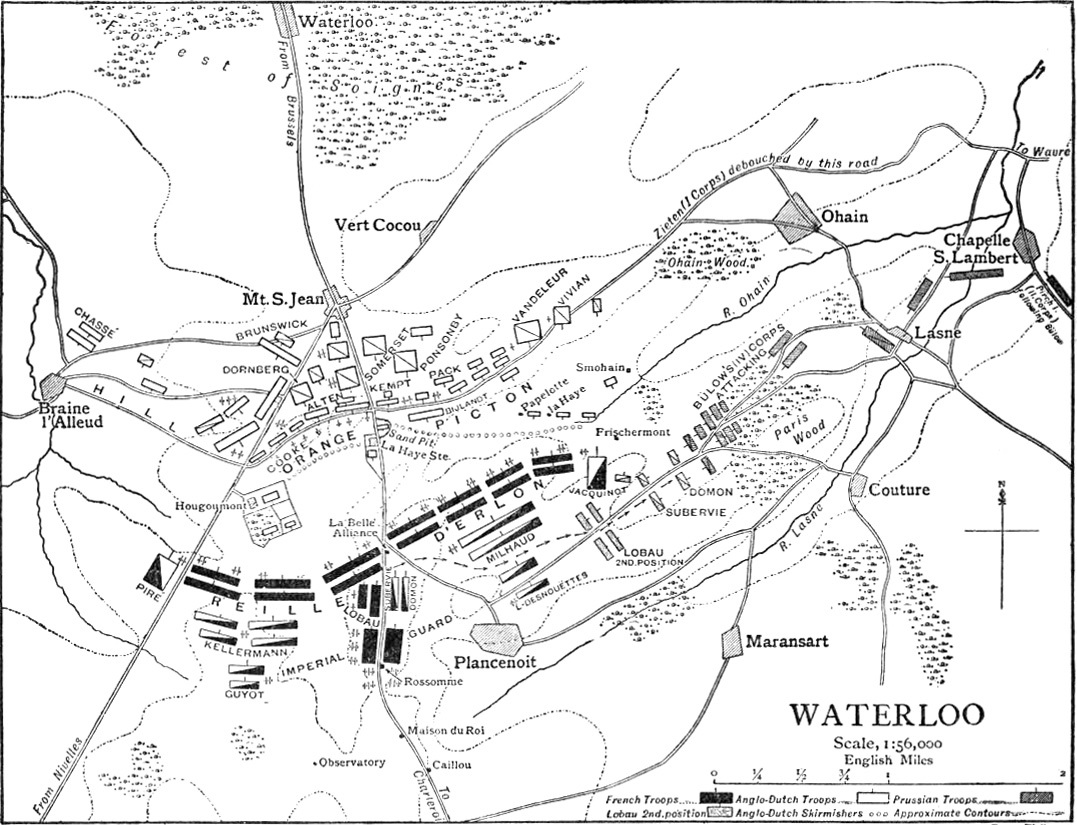
Plan der Schlacht von Waterloo, der Todesort von Schwerins ist zwischen Lasne und Chapelle St. Lambert

In der Schlacht von Waterloo stand seine Brigade in den Nachmittagsstunden des 18. Juni 1815 etwa fünf Kilometer östlich des Hauptschlachtfeldes bei dem Dorf Lasne, unweit der Chapelle St. Lambert. Er gehörte also zu den Truppen, auf die Wellington hoffte und mit dem berühmten Zitat Ich wollte, es würde Nacht oder die Preußen kämen! erflehte. Schwerin ritt an der Spitze des 2. Schlesischen Husaren-Regiments Nr. 6, als es in das Schussfeld französischer Artillerie geriet, die sich am Ostrand des Bois de Paris (auf deutschen Karten Pariser Holz) befand. Gegen 16 Uhr schlug eine Haubitzen-Granate direkt vor ihm ein und verletzte ihn tödlich am Kopf. Schwerin wurde unweit des Dorfes unter einer Buche begraben.

## Familie
Seit dem 8. Juni 1805 war er mit seiner Nichte Amalia Sophie Gräfin Dönhoff (* 16. Juli 1785; † 27. Januar 1863) verheiratet. Sie heiratete nach seinem Tod nicht wieder. In ihrer 48-jährigen Witwenzeit unterhielt sie in Berlin im Dönhoffschen Palais in der Wilhelmstraße 63 einen literarischen Salon und war auch selbst schriftstellerisch tätig.

## Gedenken

### Wolfshagen und Umgebung

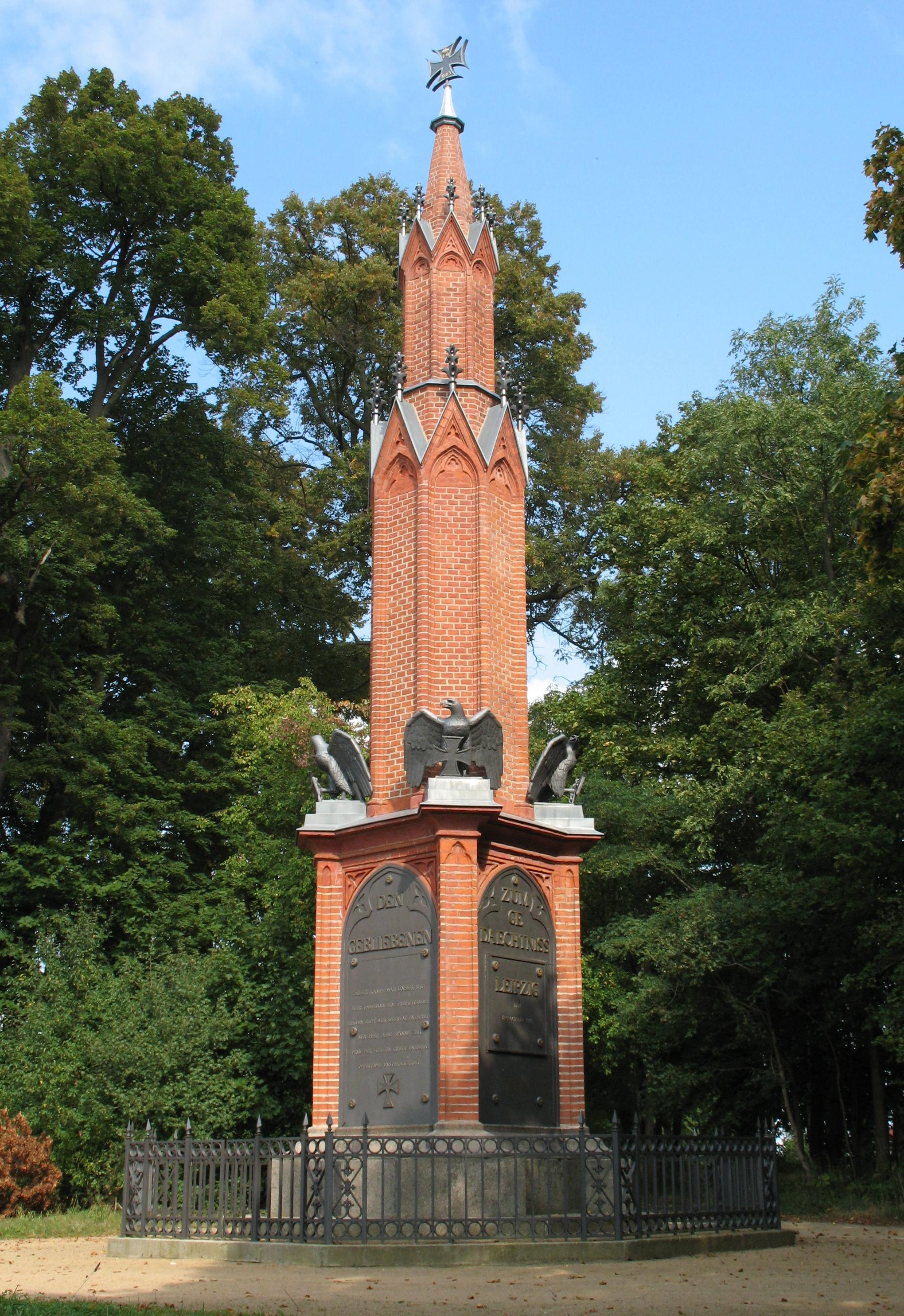
Denkmal in Wolfshagen

Hermann Graf von Schwerin erbte Wolfshagen. Er schuf in und um Wolfshagen ein Gesamtkunstwerk, das ganz der Erinnerung an die Befreiungskriege gewidmet war. Er ließ sieben neue Vorwerke anlegen mit Namen, die auf die Befreiungskriege verweisen, darunter Bülowssiege, Schillsversteck, Gneisenau, Scharnhorst, Hornshurrah (Neu Hornshagen, nach Heinrich Wilhelm von Horn) und Carlslust (Mildenitz, nach Karl zu Mecklenburg), Blüchers-Vorwärts und im Andenken an Wilhelm von Schwerin Wilhelmshayn.
Im Park von Wolfshagen, den er nach Plänen von Peter Joseph Lenné umgestaltete, ließ er 1828 ein Denkmal „Den Gebliebenen zum Gedächtnis“ errichten. Das neugotische Backsteinmonument hat die Form einer achteckigen, wimpergbesetzten Fiale mit einem Eisernen Kreuz an der Spitze und folgt damit (etwas vereinfacht) dem von Karl Friedrich Schinkel im Nationaldenkmal für die Befreiungskriege entwickelten Prototyp auf dem Berliner Kreuzberg sowie dem Netzwerk der Schinkel-Tabernakel wie dem Schinkel-Tabernakel von Belle-Alliance.

### Denkmal in Kreckow
Unmittelbar nach Erhalt der Todesnachricht nahm die Witwe Sophie von Schwerin Kontakt mit dem Pfarrer von Lasne auf. Sie bat ihn um die Pflege des Grabes ihres Mannes und setzte eine jährliche Spende an die Armen des Ortes aus, deren Zahlung sie testamentarisch auch nach ihrem eigenen Tode sicherstellte. Sie gab 1818 ein Denkmal in Eisenkunstguss (Fer de Berlin) beim Berliner Architekten Lowe in Auftrag. Es sollte am Grab aufgestellt werden, erwies sich aber für den Transport zu schwer und wurde daher 1821 im Eingang zur Kirche Kreckow in Kreckow aufgestellt.
Der Sockel besteht aus drei Stufen. Darüber erhebt sich ein Würfel, auf dessen vorderem Feld in vergoldeter Schrift zu lesen ist: „Wilhelm, R.-Gr. v. Schwerin a. d. Hause Wolfshagen, Preuß. Obrist, Brigadeführer u. Ritter, dem Siege des 18. Juni 1815 gefallen.“ An der linken Seite steht: „Ferne Liebe ihrem Todten“, rechts: „Sanft ist der Schlaf des Reinen und Gerechten“. Oben befinden sich Kriegsembleme.

### Denkmal in Lasne

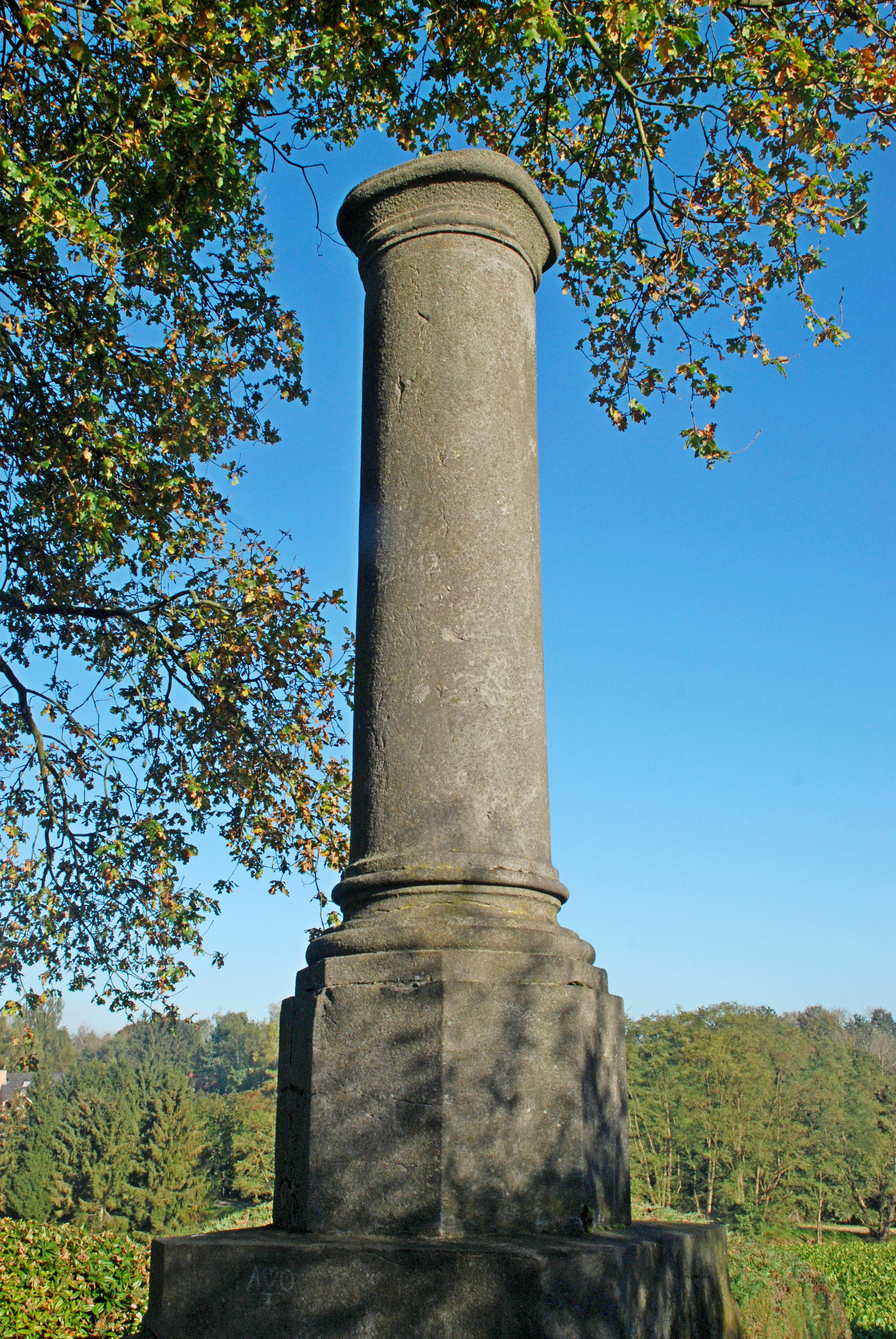
Monument au comte von Schwerin

Das Denkmal befindet sich an der Ecke eines Feldes unter einer großen Eiche. Es besteht aus einer Säule toskanischer Ordnung aus Blaustein, deren achteckige Basis auf einem würfelförmigen Postament ruht.
An der Nordseite des Sockels ist eine Gedenktafel zu Ehren des Grafen angebracht: